# Nina Sicilia
Alejandrina "Nina" Sicilia Hernández (3 de diciembre de 1962, Caracas) es una exreina de belleza, presentadora de televisión, modelo, gerente General del Miss Venezuela y ejecutiva de la Organización Cisneros. Participó en el Miss Venezuela 1985, donde fue coronada Miss Venezuela Internacional 1985, viajó a Japón a representar a Venezuela en el concurso Miss Internacional de ese mismo año. Fue la primera venezolana en ganar dicho concurso.

## Biografía
Alejandrina Sicilia Hernández (Nina Sicilia)  es una ejecutiva, animadora y presentadora de televisión de eventos especiales y Reina de Belleza. 
Nació en Caracas, Venezuela. Saltó a la fama luego de haber participado en el Miss Venezuela 
1985 representando al Estado Monagas. En dicho concurso ganó la banda especial de  Miss Elegancia  y alcanzó el lugar de Primera Finalista, lo que la acreditó para representar a Venezuela en el  Miss Internacional  . 
En agosto de 1985 viajó a Tokio, Japón para dicho concurso, el cual se realizó en el Science Exposition Plaza de Tsukuba el 15 de septiembre . Nina fue la primera venezolana en ganar este concurso en la historia del Miss Venezuela.
Además, Nina Sicilia es musicólogo (pianista); realizó sus estudios en el Conservatorio Nacional de Música Juan José Landaeta de Caracas, cursó 10 años de Piano, complementándolos con estudios de Teoría y Solfeo, Historia de la Música, Armonía y Composición.
En 1987 Nina se casó con el empresario venezolano Julio Arnaldes Zava, con quien tiene dos hijos.
A lo largo de su carrera artística, se ha desarrollado como animadora de innumerables programas especiales y de variedades para la televisora Venevisión y para la cadena Univisión. De igual modo, fue animadora oficial de la Organización  Miss Mundo Colombia  durante más de diez años y trabajó como presentadora por Venezuela en la serie de programas especiales de verano  De Galicia para el Mundo en España.
Nina ha sido por varios años consecutivos, Jurado de La Magia de ser Miss, una serie de programas antesala del Miss Venezuela, donde se evalúan las capacidades histriónicas, musicales, de oratoria, y demás talentos de las candidatas. Además de ser destacada preparadora de misses y modelos.
En la actualidad se desempeña como presentadora de Eventos Especiales a nivel nacional e internacional.
En cuanto a su formación y desempeño profesional, Nina Sicilia es Licenciada en Administración de Empresas, egresada de la  Universidad Católica Andrés Bello  de Caracas, complementando su formación con el Programa Avanzado de Gerencia del  IESA, certificándose además, en Calidad Total, Gerencia por Objetivos y Planificación Estratégica.
Nina se inició como Gerente de Finanzas de una reconocida Sociedad Financiera, ingresando posteriormente a la  Organización Cisneros  en la cual, a lo largo de 30 años, ha desarrollado su carrera profesional tanto a nivel Corporativo como en diferentes empresas del grupo. Fue Gerente de Tesorería de Yukery Venezolana de Alimentos, Gerente de Finanzas de Directv, Directora de Finanzas y Mercadeo de Business Services Provider de Venezuela y Directora de Caracas Baseball Club, empresas donde ha obtenido amplia experiencia gerencial y administrativa.
Nina fue además, CEO de una empresa internacional de formación y liderazgo online y se desempeña simultáneamente, como Coach motivacional y asesora de Imagen de diferentes empresas e instituciones.
Desde el 17 de abril de 2018 Nina Sicilia ocupa el cargo de Gerente General del Miss Venezuela, formando parte del Comité Ejecutivo de dicha organización,
Nina lleva a cabo con gran éxito, su propia Master Class de Imagen y Estilo, transmitiendo su amplia experiencia y conocimientos a diferentes públicos y empoderando niñas y jóvenes de cara al futuro.

## Miss Venezuela 1985
Cuadro final
- 1. Miss Universo Venezuela: Silvia Cristina Martínez Stapulionis, Guárico
- 2. Miss World Venezuela: Ruddy Rosario Rodríguez de Lucía, Estado Anzoátegui
- 3. Miss Venezuela Internacional: Alejandrina Sicilia Hernández, Monagas
- 4. Gisela Paz Besada, Municipio Libertador
- 5. Marina Di Vora, Portuguesa
- 6. Ivonne Margarita Balliache Guevara, Estado Miranda
- 7. Fulvia Torre Mattioli, Lara
- 8. Vilma Rebeca Costoya López, Nueva Esparta

## Miss Internacional 1985
Cuadro final
- Ganadora: Alejandrina Sicilia Hernández (Venezuela)
- 1.ª finalista: Sarie Nerine Jourbert (Estados Unidos)
- 2.ª finalista: Jacqueline Schuman (Holanda)

Semifinalistas
- Australia, Ketrina Ray Keeley
- Brasil, Kátia Nascimento Guimarães
- Colombia, Maria Pia Duque Rengifo
- España, Beatriz Molero Beltrán
- Finlandia, Marjukka Helena Tontti
- Hong Kong, Ellen Wong Ai-Lane
- Inglaterra, Andrea Vivienne Boardman
- Islandia, Anna Margret Jonsdóttir
- Japón, Makiko Matsumoto
- Noruega, Torunn Forsberg
- Polonia, Katarzyna Dorota Zawidzka
- Zaire, Tumba Mulamba